# Mayookha Johny
Mayookha M Devassya Johny Mathalikunnel (Koorachund, 4 settembre 1988) è un'ex triplista e lunghista indiana, detentrice dei record nazionali nel salto triplo.

## Palmarès
| Anno | Manifestazione               | Sede        | Evento         | Risultato | Prestazione | Note             |
| ---- | ---------------------------- | ----------- | -------------- | --------- | ----------- | ---------------- |
| 2007 | Universiadi                  | Bangkok     | Salto triplo   | 18ª       | 12,72 m     |                  |
| 2007 | Campionati asiatici juniores | Colombo     | Salto in lungo | Oro       | 6,01 m      |                  |
| 2010 | Giochi del Commonwealth      | Nuova Delhi | Salto in lungo | 6ª        | 6,30 m      |                  |
| 2010 | Giochi del Commonwealth      | Nuova Delhi | Salto triplo   | 7ª        | 13,58 m     |                  |
| 2010 | Giochi asiatici              | Canton      | Salto in lungo | 7ª        | 6,33 m      |                  |
| 2011 | Campionati asiatici          | Kōbe        | Salto in lungo | Oro       | 6,56 m      |                  |
| 2011 | Campionati asiatici          | Kōbe        | Salto triplo   | Bronzo    | 14,11 m     | Record nazionale |
| 2011 | Mondiali                     | Taegu       | Salto in lungo | 8ª        | 6,37 m      |                  |
| 2011 | Mondiali                     | Taegu       | Salto triplo   | 19ª (q)   | 13,99 m     |                  |
| 2012 | Mondiali indoor              | Istanbul    | Salto triplo   | 12ª (q)   | 13,95 m     | Record nazionale |
| 2012 | Giochi olimpici              | Londra      | Salto triplo   | 22ª (q)   | 13,77 m     |                  |
| 2013 | Campionati asiatici          | Pune        | Salto in lungo | Bronzo    | 6,30 m      |                  |
| 2014 | Giochi del Commonwealth      | Glasgow     | Salto in lungo | 18ª (q)   | 6,11 m      |                  |
| 2014 | Giochi asiatici              | Incheon     | Salto in lungo | 9ª        | 6,12 m      |                  |
| 2014 | Giochi asiatici              | Incheon     | Salto triplo   | 9ª        | 13,50 m     |                  |
| 2015 | Campionati asiatici          | Wuhan       | Salto in lungo | 6ª        | 6,24 m      |                  |
| 2016 | Giochi dell'Asia meridionale | Guwahati    | Salto in lungo | Oro       | 6,43 m      |                  |
| 2016 | Giochi dell'Asia meridionale | Guwahati    | Salto triplo   | Oro       | 13,85 m     |                  |
| 2016 | Campionati asiatici indoor   | Doha        | Salto in lungo | Oro       | 6,35 m      |                  |
| 2016 | Campionati asiatici indoor   | Doha        | Salto triplo   | Argento   | 14,00 m     |                  |